# نيكولا باتوم
نيكولا باتوم (بالفرنسية: Nicolas Batum)‏ مواليد 14 ديسمبر 1988، هو لاعب كرة سلة فرنسي يلعب مع فريق بورتلاند ترايل بلايزرز في الرابطة الوطنية لكرة السلة ويحمل الرقم 88. يبلغ طوله 6 قدم 8 بوصة (2.0 م).

## فرق لعب لها
- بورتلاند ترايل بلايزرز

## الميداليات
| الميدالية | المسابقة                         |
| --------- | -------------------------------- |
| برونزية   | بطولة كأس العالم لكرة السلة 2014 |
| ذهبية     | بطولة أمم أوروبا لكرة السلة 2013 |
| فضية      | بطولة أمم أوروبا لكرة السلة 2011 |

## روابط خارجية
- نيكولا باتوم على موقع الاتحاد الدولي لكرة السلة (الإنجليزية)
- نيكولا باتوم على موقع الدوري الأوروبي لكرة السلة (الإنجليزية)
- نيكولا باتوم على موقع إن بي أي (الإنجليزية)
- نيكولا باتوم على موقع سبورتس رفرنس (الإنجليزية)
- نيكولا باتوم على موقع كرة السلة الأوروبية.كوم (الإنجليزية)
- نيكولا باتوم على موقع DraftExpress.com (الإنجليزية)
- نيكولا باتوم على موقع إي إس بي إن.كوم (الإنجليزية)
- نيكولا باتوم على موقع ريلجم (الإنجليزية)
- نيكولا باتوم على موقع بروبوليرز (الإنجليزية)
- نيكولا باتوم على موقع سبورتس رفرنس (الإنجليزية)